# Bassussarry
Bassussarry é uma comuna francesa na região administrativa da Nova Aquitânia, no departamento dos Pirenéus Atlânticos. Estende-se por uma área de 6,52 km². Em 2010 a comuna tinha 3 273 habitantes (densidade: 502 hab./km²).